# Carlo Airoldi

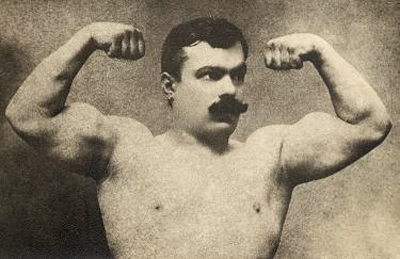
Carlo Airoldi

Carlo Airoldi (Origgio, 21 de septiembre de 1869 - Milán 18 de junio de 1929); atleta italiano de maratón, que intentó participar sin éxito en la primera Olimpiada celebrada en Atenas en 1896.

## La niebla del tiempo
Carlo Airoldi es un personaje que en los últimos años ha ganado la atención del público gracias a la publicación, en 2005, del libro "La leyenda del corredor de maratón" (La leggenda del maratoneta) de Manuel Sgarella y al redescubrimiento de fuentes históricas, como diarios de atletas que tomaron parte en los Juegos Olímpicos de 1896. Anteriormente poco se conocía de él y todavía hoy se desconoce el lugar de su muerte. El libro de Sgarella es una de las poquísimas fuentes bibliográficas existentes.
Pero entre todos los personajes que participaron en los primeros Juegos Olímpicos de Atenas o que intentaron participar, Airoldi es el que se está revelando como más interesante por diferentes motivos, por ejemplo la forma en que realizó su viaje hacia Atenas (todo el mundo había llegado en nave o en tren, pero Airoldi había hecho a pie gran parte del camino) así como las peculiaridades de la organización de esta iniciativa, basada en la busca de un espónsor para afrontar el viaje, a diferencia, por ejemplo, de los atletas anglosajones, que eran financiados por las universidades que frecuentaban.
Además, Airoldi era uno de los primeros representantes de aquella especialidad deportiva que había nacido con los Juegos Olímpicos, el maratón, que aún después conocerá a desafortunados sino habilísimos atletas italianos como Dorando Petri.

## Los inicios
Airoldi nació en Origgio cerca de Saronno, en una familia campesina. Comenzó a participar en competencias deportivas en el territorio de Varese (la primera ocasión documentada fue en Gorla) y más tarde en competencias nacionales e internacionales, donde se batió con el mayor rival del tiempo, el marsellés Louis Ortègue. En 1892 triunfó en la Lecco-Milán; ganó después la Milán-Turín.
Muy pronto se hizo famoso como uno de los mejores corredores de maratón de su época. Su gran éxito fue la victoria en la Milán-Barcelona (septiembre de 1895), una competición de marcha en doce etapas por 1.050 kilómetros totales. Durante la competición, cuando estaba a treinta kilómetros de la meta, esperó a su rival Louis Ortègue, que estaba extenuado, se lo cargó en sus espaldas y cortó la meta primero. Esa victoria le valió un premio de cerca de dos mil pesetas.
En noviembre de 1895 desafió a Buffalo Bill, que en aquellos días estaba en Italia, a una competición de 500 kilómetros: Airoldi iría a pie, mientras que Buffalo Bill a caballo. Sin embargo Buffalo Bill se negó porque pretendía tener a su disposición dos caballos.

## Las primeras Olimpiadas
Airoldi intentó participar en las primeras Olimpíadas de Atenas en 1896, con excelentes perspectivas de victoria. Pero necesitaba dinero para llegar a la capital griega. Por lo tanto le pidió ayuda económica al director del periódico milanés La Bicicletta, uno de los más conocidos de la época, el plan era que el viaje se desarrollaría a pie a través de Austria, Turquía y Grecia. Un viaje aventura que obligaría a Airoldi a recorrer setenta kilómetros cada día para llegar a tiempo a Atenas. El periódico iba a documentar todas las etapas y a proveer todo el soporte logistíco necesario.
El periódico milanés aceptó y Airoldi comenzó su viaje. Airoldi marchó desde Milán a Split, pasando para Trieste y Rijeka y luego a lo largo de las costas adriáticas. Solo en la última etapa le fue aconsejado evitar Albania y por lo que tomó una nave austríaca hasta Patrás, desde donde alcanzó Atenas a pie, siguiendo el recorrido del ferrocarril porque no había otra ruta.
Después de este viaje aventuroso de veintiocho días, Airoldi, sin embargo, no pudo participar en el maratón. Para inscribirse a los Juegos, se dirigió al Palaciò Real, donde fue examinado por el príncipe Constantino, presidente del Comité Olímpico. Cuando Constantino supo del premio en dinero recibido por haber ganado la competición Milán-Barcelona, el príncipe decidió que Airoldi era un profesional y por lo tanto no podía ser un atleta olímpico. Para nada sirvieron los telegramas enviados desde Italia por asociaciones y comités deportivos: Airoldi no podía participar. En aquel momento hubo en Italia sospechas de que los organizadores estaban excluyendo adrede del maratón un atleta tan esforzado y temido como Carlo Airoldi, para favorecer a los Griegos, que tenían muchas ansias de ganar aquella competición. 
Airoldi nunca aceptó la decisión y desafió al griego Spyridon Louis (el ganador del maratón olímpico), pero éste nunca recogió el desafío.

## Los últimos años
A su regreso a Italia Airoldi intentó muchas veces batir el récord de Spyridon Louis sin nunca poderlo lograr.
Siguió compitiendo en Lombardía. El 31 de agosto de 1897 participó en el primer campeonato pedestre italiano llegando segundo. En 1898 se trasladó a Suiza para buscar trabajo (trabajó en Berna y en Zúrich). El 4 de septiembre de 1898 corrió en Zúrich los 5.000 metros en 19:45 contra un... caballo. En 1899 tomó parte en la París-Marsella antes de trasladarse a Berna. El 16 de septiembre de 1900 ganó la Friburgo-Berna. Luego, después de una breve permanencia en Milán, se mudó a América del Sur para buscar suerte. Regresó a Italia en 1902 y se quedó en el mundo del deporte como organizador de competiciones y luego como dirigente de sociedades deportivas.